# Pinus tabuliformis
Pinus tabuliformis är en tallväxtart som beskrevs av Élie Abel Carrière. Pinus tabuliformis ingår i släktet tallar, och familjen tallväxter. IUCN kategoriserar arten globalt som livskraftig.

## Underarter
Arten delas in i följande underarter:
- P. t. mukdensis
- P. t. tabuliformis
- P. t. umbraculifera

## Bildgalleri

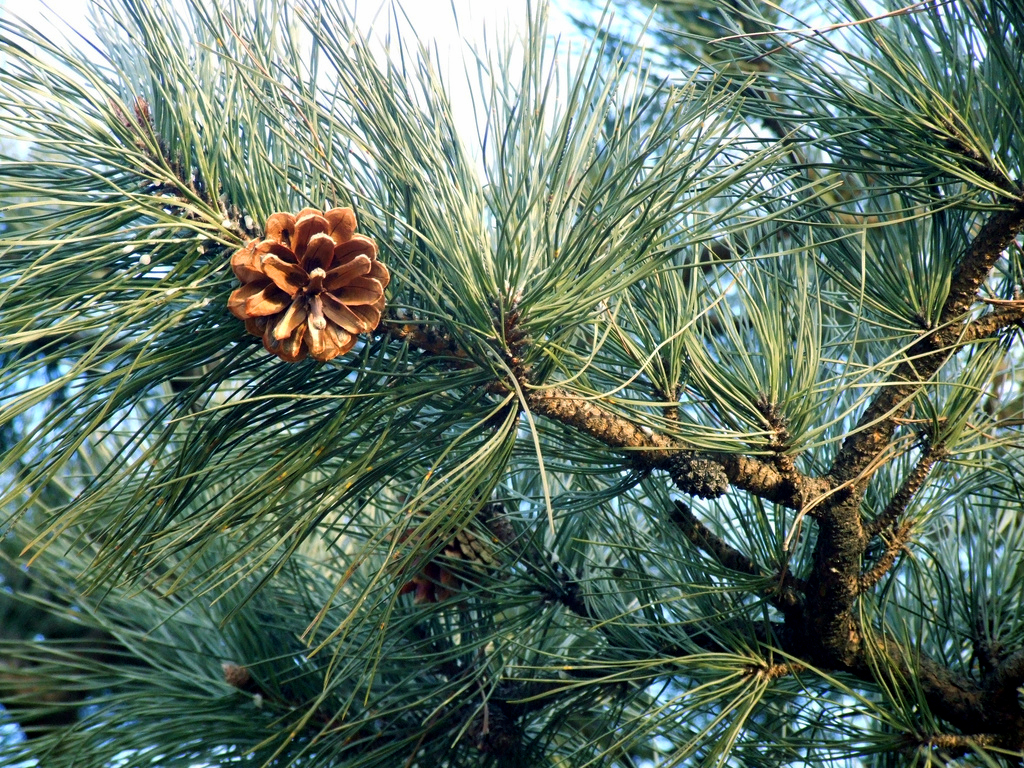
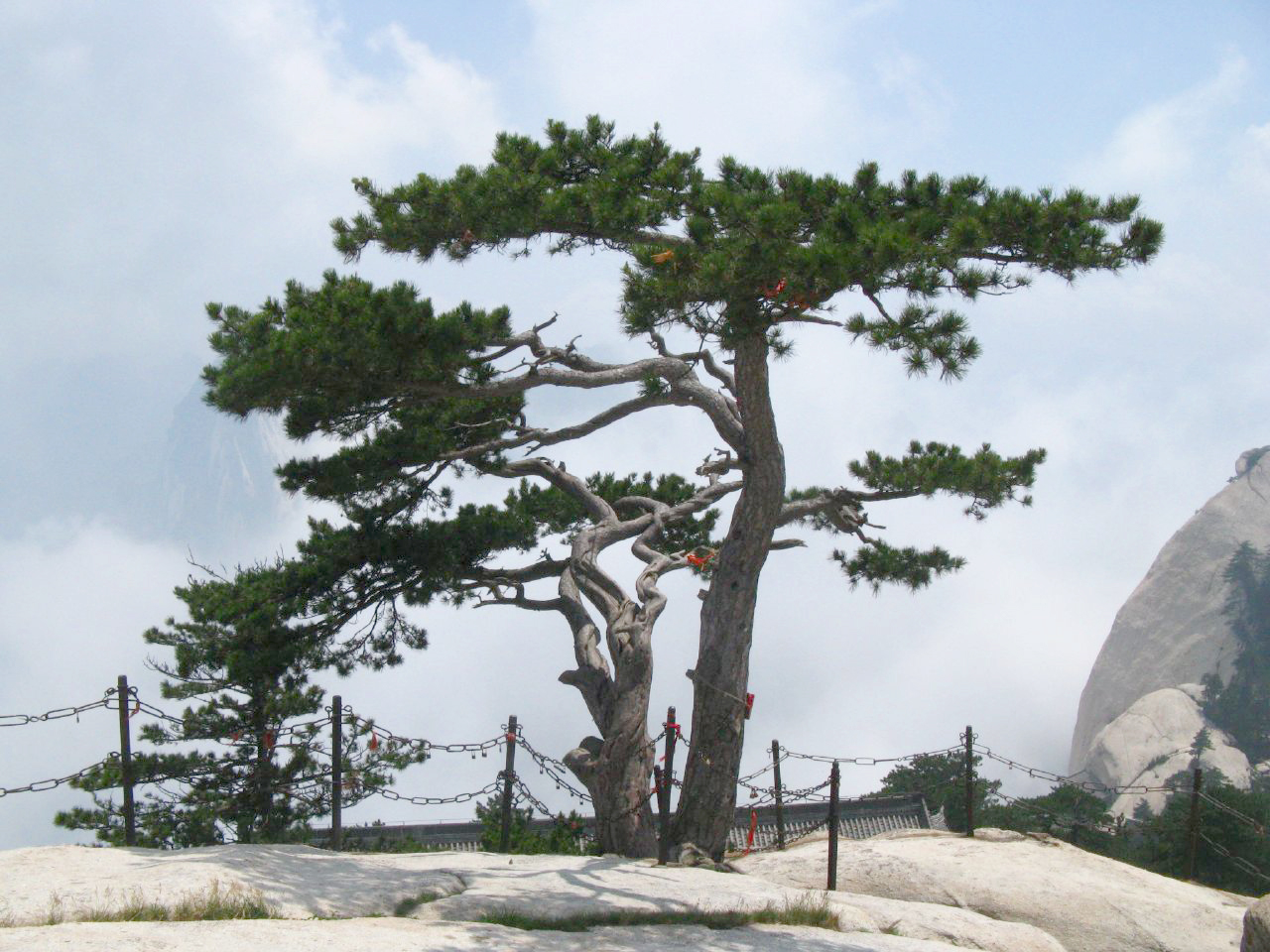
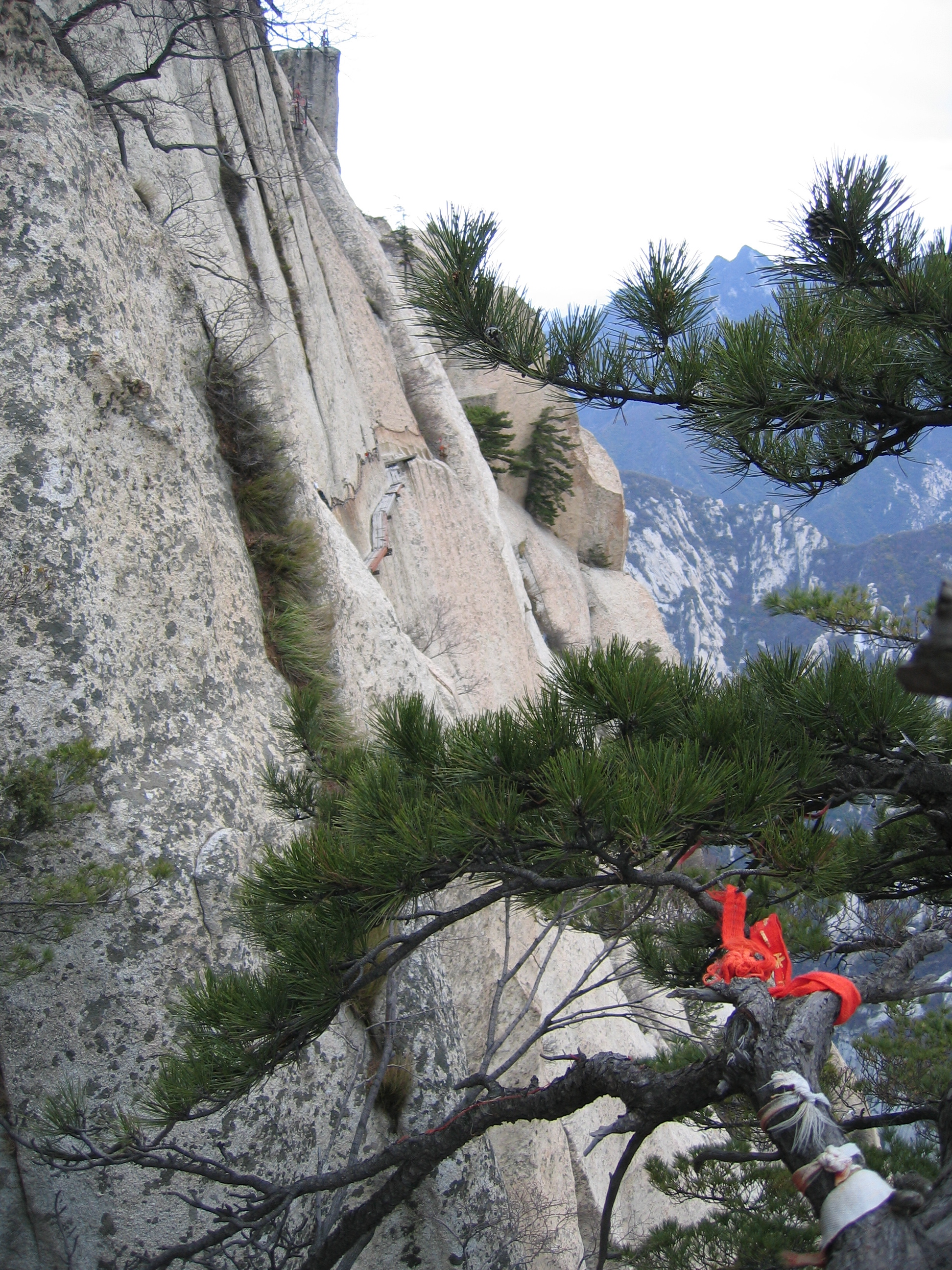
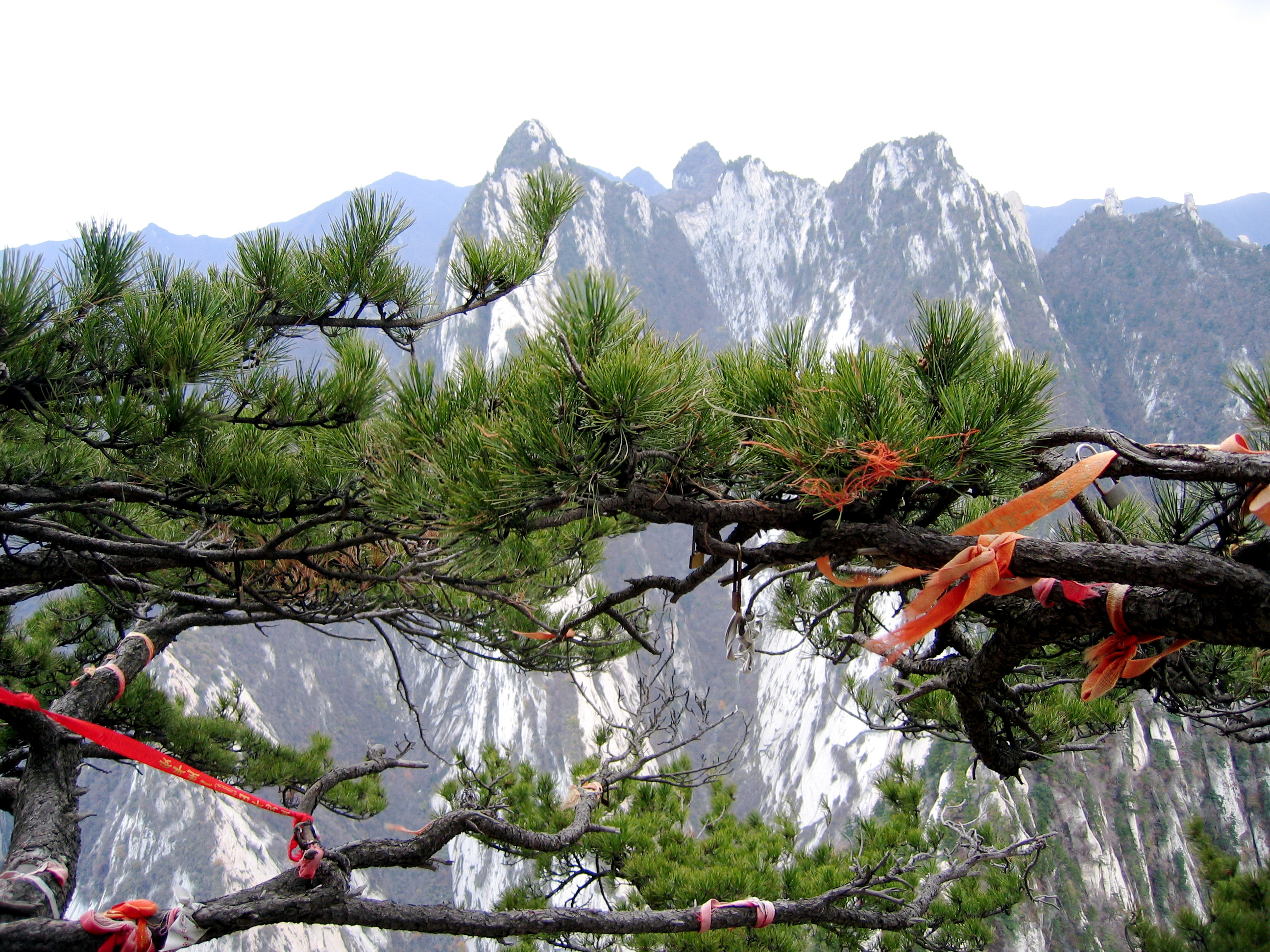
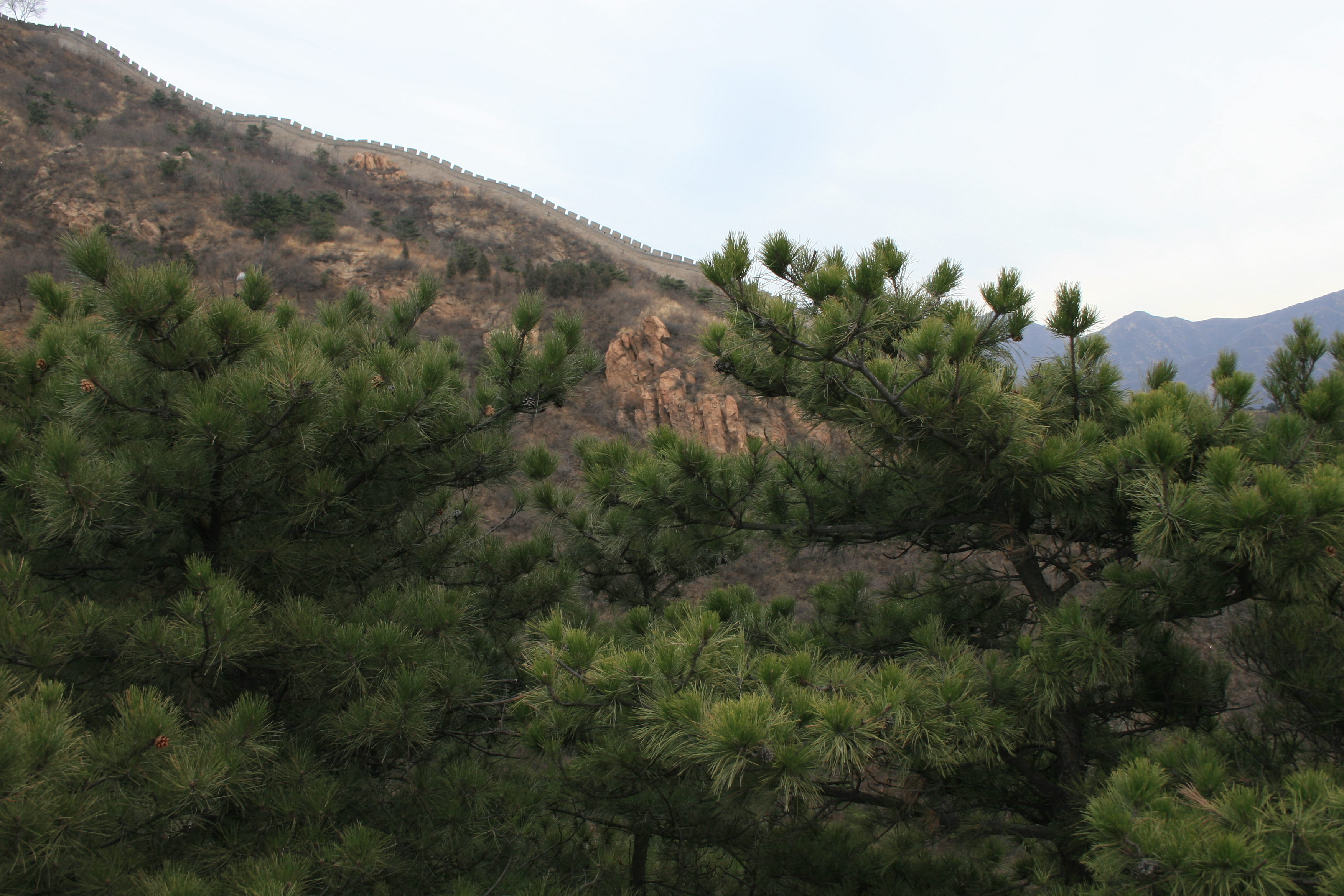
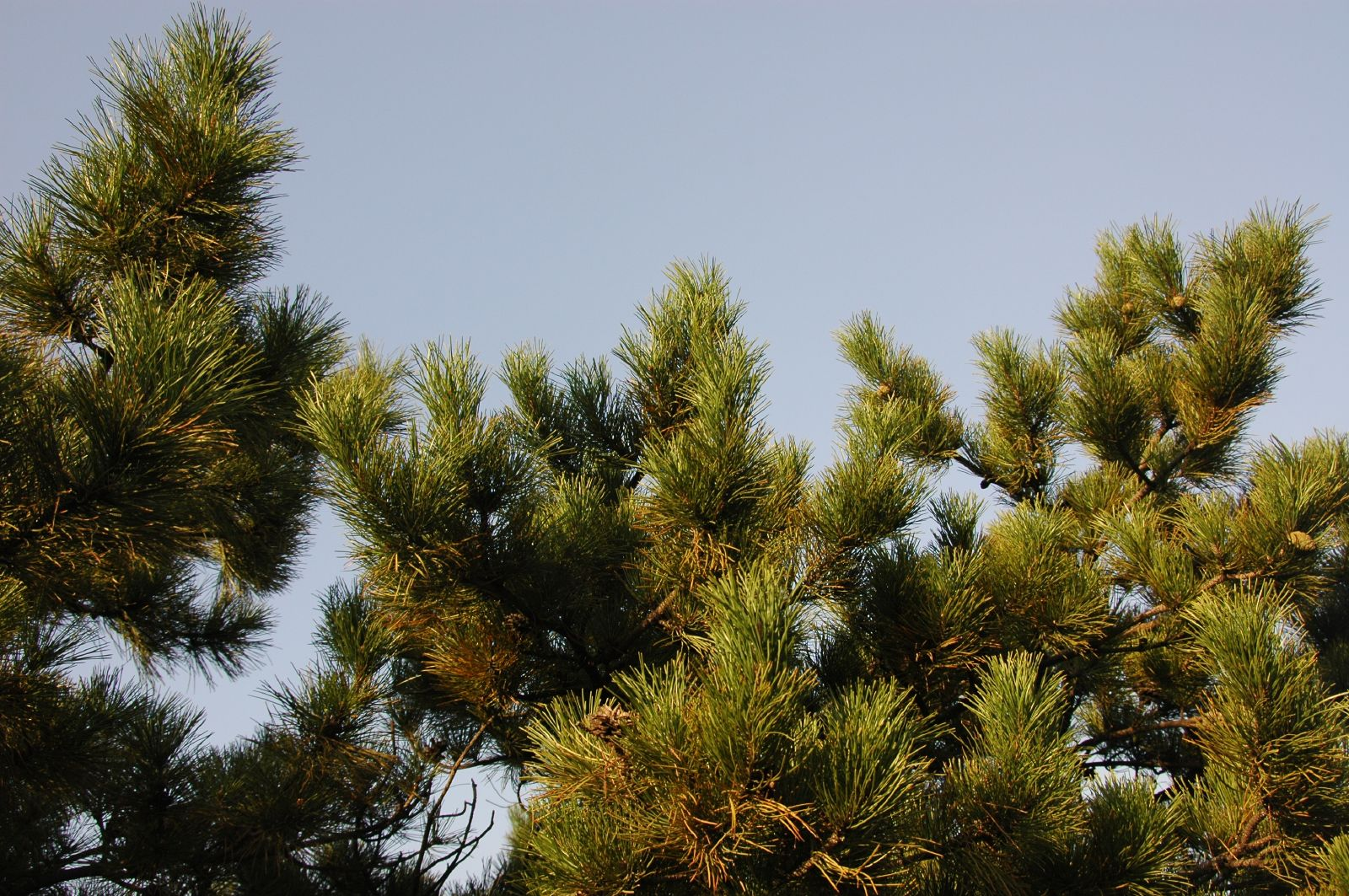